# پولسی
پولسی (به چکی: Polesí) یک منطقهٔ مسکونی در جمهوری چک است که در ناحیه پلهریموو واقع شده‌است. پولسی ۴٫۶۹ کیلومتر مربع مساحت و ۸۶ نفر جمعیت دارد و ۶۶۲ متر بالاتر از سطح دریا واقع شده‌است.